# چیچانو
چیچانو (به ایتالیایی: Cicciano) یک کومونه در ایتالیا است که در استان ناپل واقع شده‌ است.

## خصوصیات
چیچانو ۷٫۱ کیلومترمربع مساحت و ۱۲٬۲۴۶ نفر جمعیت دارد و ۵۲ متر بالاتر از سطح دریا واقع شده‌است.